# Luconia Shoals
Luconia Shoals, uppdelat på North and South Luconia Shoals, ibland benämnt Luconia Reefs, är ett av de största och minst utforskade revkomplexen i Sydkinesiska sjön. Ibland betraktas reven som en del av Spratlyöarna. 
Luconia Shoals administreras av Malaysia, men Taiwan och Kina gör anspråk på området.

## Läge
Reven ligger cirka 100 km från Sarawaks kust på Borneo, innanför Malaysias exklusiva ekonomiska zon och cirka 2 000 km från Fastlandskina. De ligger sydväst om de sydvästligaste objekten i Spratlyöarna. Reven är spidda över en stor yta och ligger under havets yta på ett djup på 5-40 meter förutom Luconia Breakers.

## Objekt
| Plats                | Kinesiska (Trad./Förenk.)        | Malajiska                   | Koordinater                                  | Djup meter |
| North Luconia Shoals | Beikang Ansha (北康暗沙)         | Gugusan Beting Raja Jarum   |                                              |            |
| -------------------- | -------------------------------- | --------------------------- | -------------------------------------------- | ---------- |
| Friendship Shoal     | Mengyi Ansha (盟誼暗沙/盟谊暗沙) | Beting Rentap               | 5°57′N 112°32′Ö / 5.950°N 112.533°Ö          | 8.2        |
| Hardie Reef1         | Haikang Ansha (海康暗沙)         | Terumbu Asun                | 5°56′N 112°31′Ö / 5.933°N 112.517°Ö          | 5.1        |
| Aitken Reef1         | Yijing Jiao (義淨礁/义净礁)      | Terumbu Datak Landih        | 5°54′N 112°33′Ö / 5.900°N 112.550°Ö          | 9.4        |
| Buck Reef1           | Faxian Ansha (法顯暗沙/法显暗沙) | Terumbu Linggir             | 5°45′N 112°33′Ö / 5.750°N 112.550°Ö          | 4.9        |
| Moody Reef           | Kangxi Ansha (康西暗沙)          | Terumbu Permaisuri          | 5°38′N 112°22′Ö / 5.633°N 112.367°Ö          | 7.3        |
| Seahorse Breakers    | Nan'an Jiao (南安礁)             | Hempasan Dang Ajar          | 5°32′N 112°35′Ö / 5.533°N 112.583°Ö          | 2          |
| Tripp Reef           | Bei'an Jiao (北安礁)             | Terumbu Litong              | 5°39′N 112°32′Ö / 5.650°N 112.533°Ö          | 3.7        |
| Hayes Reef           | Nanping Jiao (南屏礁)            | Terumbu Lang Ngindang       | 5°22′N 112°38′Ö / 5.367°N 112.633°Ö          | <0         |
| South Luconia Shoals | Nankang Ansha (南康暗沙)         | Gugusan Beting Patinggi Ali |                                              |            |
| Stigant Reef         | Hai'an Jiao (海安礁)             | Terumbu Sahap               | 5°02′N 112°30′Ö / 5.033°N 112.500°Ö          | 4.6        |
| Connell Reef         | Yinbo Ansha (隱波暗沙/隐波暗沙)  | Terumbu Dato Talip          | 5°06′N 112°34′Ö / 5.100°N 112.567°Ö          | 1.8        |
| Herald Reef          | Haining Jiao (海寧礁/海宁礁)     | Terumbu Saji                | 4°57′N 112°37′Ö / 4.950°N 112.617°Ö          | 2          |
| Comus Shoal          | Huanle Ansha (歡樂暗沙/欢乐暗沙) | Beting Merpati              | 5°01′N 112°56′Ö / 5.017°N 112.933°Ö          | 8.2        |
| Richmond Reef        | Tanmen Jiao (潭門礁/潭门礁)      | Terumbu Balingian           | 5°04′N 112°43′Ö / 5.067°N 112.717°Ö          | 3.6        |
| Luconia Breakers     | Qiongtai Jiao (瓊台礁/琼台礁)    | Hempasan Bentin             | 5°1′23″N 112°38′13″Ö / 5.02306°N 112.63694°Ö | >0         |
| Sierra Blanca        | Cheng Ping Jiao (澄平礁)         | ...                         | 4°51′N 112°32′Ö / 4.850°N 112.533°Ö          | <0         |

1) Hardie Reef, Aitken Reef och Buck Reef, från norr till söder, är delar av en atoll vars helhet endast har ett namn på kinesiska: 盟谊南, Méng yì nán, vilket kan översättas som Vänskap syd.
Källa: